# 2 Years On
2 Years On ist das sechste internationale Musikalbum der Bee Gees und das erste nach der vorübergehenden Auflösung der Band.

## Produktion
Vor allem kommerzielle, bzw. wirtschaftliche Gründe bewogen die Brüder Gibb, sich im August 1970 wieder zusammenzutun und die Bee Gees wieder zu reaktivieren. Noch vor Weihnachten sollte das Reunion-Album erscheinen, so dass nur wenig Zeit blieb, um ein komplettes Album einzuspielen. Noch im August entstanden gemeinsam die Single Lonely Days / Man for All Seasons, sowie Back Home, im September folgten die Barry-Gibb-Kompositionen Every Second, Every Minute und The First Mistake I Made, und im Oktober Tell My Why und Portrait of Louise, sowie die Robin-Gibb-Komposition Alone Again. Die restlichen Songs stellte man aus Aufnahmen zusammen, die bereits im Frühsommer ohne Beteiligung Barry Gibbs eingespielt und von Gerry Shury arrangiert wurden. Neuer Schlagzeuger der Bee Gees wurde Geoff Bridgford.
Alle Songs des Albums wurden 1970 komponiert.
Das Album, das erste der Bee Gees, das parallel sowohl als Schallplatte als auch als MusiCassette veröffentlicht wurde, schaffte es in Deutschland nicht in die Charts; die Single Lonely Days auf Platz 24.

### Mitwirkende
- Arrangeur, Dirigent: Bill Shepherd, Gerry Shury
- Toningenieur: John Stewart, Lew Hahn
- Schlagzeug: Geoff Bridgeford

## Trackliste
- A1. 2 Years on (Robin & Maurice Gibb)
- A2. Portrait of Louise (Barry Gibb)
- A3. Man for All Seasons (Barry, Robin & Maurice Gibb)
- A4. Sincere Relation (Robin Gibb)
- A5. Back Home (Barry, Robin & Maurice Gibb)
- A6. The First Mistake I Made (Barry Gibb)
- B1. Lonely Days (Barry, Robin & Maurice Gibb)
- B2. Alone Again (Robin Gibb)
- B3. Tell Me Why (Barry Gibb)
- B4. Lay it on Me (Maurice Gibb)
- B5. Every Second, Every Minute (Barry Gibb)
- B6. I’m Weeping (Robin Gibb)

## Ausgaben
Das Album erschien 1970 bei Polydor, in den USA jedoch auf Atco, einem Sublabel von Atlantic Records.
1977 wurde es auf RSO Records wiederveröffentlicht.
1990 erschien das Album erstmals auf Compact Disc.
Seit 2008 ist es in Europa nur noch digital verfügbar.
- 1970: Polydor 2310 069 (LP)
- 1977: RSO 2394 165 (LP)
- 1990: Polydor 833 785-2 (CD)

## Rezeption
Das erste Album der Bee Gees, das sich in den USA (Platz 32) besser verkaufte als in Europa. Lonely Days schaffte es in den Billboard-Charts auf Platz 3.